# Telehit
Telehit es un canal de televisión por suscripción latinoamericano de origen mexicano de temática musical dirigido al público hispanohablante. El canal fue lanzado el 27 de agosto de 1993, es propiedad de TelevisaUnivision y operado por Televisa Internacional. Además de vídeos, el canal también transmite conciertos, especiales acerca de artistas y programación de interés hacia la juventud.

## Historia
Telehit inició sus transmisiones el 27 de agosto de 1993. En sus comienzos estaba únicamente enfocado a la música en español. El proyecto y concepto general estuvieron a cargo de Guillermo del Bosque, quien produjo y dirigió el canal entre 1993 y 1998. El primer video musical emitido por el canal fue la canción Si tú no vuelves de Miguel Bosé.
Alejandro Pleuger comenzó a ocuparse de la dirección en 1999, acompañado por Del Bosque como productor ejecutivo. A finales de 2000, Eduardo Marrón fue nombrado productor y director del canal. Se reformó la programación al incluir videos musicales en inglés y de otros géneros para competir con la rama latinoamericana de MTV.
En diciembre de 2003, se llevó a cabo el concierto especial para el canal en celebración de sus 10 años al aire desde el Palacio de los Deportes en la Ciudad de México con artistas invitados a disfrutar con su música.
En octubre de 2005 regresó la producción a manos de Memo del Bosque. El canal relanza su imagen corporativa con un nuevo paquete de gráficas, logotipo y nuevos conductores.
Telehit fue retirado de la grilla de canales de DirecTV el 1 de julio de 2010 junto con Ritmoson Latino (hoy Telehit Música) para ser sustituido por Tlnovelas y Distrito Comedia (antes Clásico TV).
El 28 de abril de 2014, Telehit renovó su paquete de gráficas, logotipo y cortinillas, junto con un cambio en su programación y lanzamiento de su plataforma digital en línea, tras cumplir 21 años al aire y lanzó a su nuevo hermano Telehit HD (ahora Telehit Plus) el 15 de agosto de ese mismo año solo que no en todos las TV de paga estaba disponible en ese momento.
El 9 de septiembre de 2016, Telehit junto al grupo de canales de Televisa Networks, fue retirado de Megacable, siendo reemplazado por MTV Hits.
El 3 de julio de 2017, Telehit renovó su paquete de gráficas, logotipo y cortinillas a las 9.00 p.m. (hora de México), junto con un cambio en su programación. Junto con la renovación del canal, se acortó el nombre de la estación a «TLHT» y se publicitó el lanzamiento de una plataforma en línea y la promoción en varias redes sociales.
El 2 de marzo de 2018 se anunció el regreso de Memo del Bosque a la dirección de Telehit. En el mismo anuncio se especificó que habría una renovación del canal. Se dio de baja toda la programación actual y pauta publicitaria a inicios de marzo y se emitieron solo bloques musicales. A la espera de lo que sucedería en el mes de mayo con el canal.
El 8 de mayo de 2018, las cuentas oficiales de Telehit publicaron un video en donde se anunciaba el cambio de imagen del canal bajo el lema "#TelehitReinicia". Así mismo confirmaron la fecha de relanzamiento del canal que se realizó el 21 de mayo.
En esta fecha, Telehit renovó su paquete de gráficas, logotipo y cortinillas a las 4.00 p. m. (hora de México), junto con un cambio en su programación. Todo esto en conjunto con un gran concierto de presentación, donde se dio a conocer todo lo nuevo que traerá el canal.
El 4 de marzo de 2019 Telehit lanzó su canal hermano Telehit Urbano en sustitución de RMS después de 25 años al aire.
El 31 de enero de 2020, Telehit finalizó las emisiones de sus programas y dejó la programación de vídeos musicales y comedias.
En mayo de 2020 Telehit sacó la mayoría de programación de música para darle espacio a comedias.
Desde el 14 de septiembre de 2020 Telehit renovó su imagen, enfocándose solamente en programas de entretenimiento tanto nuevos como clásicos, cediendo la música a su señal Telehit Música, antes conocida como Telehit Urbano.
Desde julio de 2021, Telehit transmite música de nuevo, transmitiendo comedias solo por las noches.
El 7 de marzo de 2022 Telehit cambió su programación, dejando de transmitir comedias en las noches y solo transmitiendo música las 24 horas del día y algunos programas propios del canal como Top Topos, Qué News Telehit, y en ese mismo día se cerraron las transmisiones en la señal de TV de paga de SKY principalmente de VeTV y solo dejando los canales de Telehit Música y poniendo Telehit Música Plus como canal de paquete básico de VeTV.
El 4 de mayo de 2023 Telehit confirmó que despidió a Rulo Sker luego de que el conductor violentó a la cantante y actriz Elaine Haro durante un evento de Bandamax. Resulta que Sker, quien conducía el programa Tu Talento, Mis Contactos en el canal de Televisa, anunció hace unas semanas que se convirtió en manager de Elaine. Sin embargo, durante la última presentación de la joven, el sujeto subió al escenario para advertirle que no cantara canciones que presuntamente le pertenecen, la agredió y, según lo que testificó la mismísima Yeri Mua que estaba presente, la maltrató en frente de todos. Tras esto, Sker publicó un video donde amenazó con destruir la carrera de Elaine, sin embargo, el canal lo despidió a él. Por su parte, Haro dio a conocer que iniciará acciones legales pues las canciones que reclama Sker, en realidad serían de ella. Todo esto provocó que el programa Tu Talento, Mis Contactos fuera cancelado por decisión oficial del equipo de Telehit y Televisa Networks.
El 4 de marzo de 2024 el canal cambio su programación dejando de emitir Ponle Play, So Good y Double Pop y se estrenaron nuevos programas como Telehit Live, Double Play, Raibowlist, Dale Play, Rocoola y Horoscopia, además los banners de créditos cambiaron y el logotipo ahora es de color azul, verde y amarillo, los programas restantes como Daebak, K-pop, Super Beats, Reggaepop, Time To Music y Playhit cambiaron su horario.
[cita requerida]

## Señal en alta definición
Telehit Música Plus es la señal en alta definición con programación diferente a la señal en resolución estándar. Inició sus transmisiones bajo el nombre de Telehit HD el 15 de agosto de 2014 en señal de pruebas y se inició oficialmente el 1 de septiembre a las 2 p. m. (horario de México). Previo a 2020, servía como la variante HD del canal Telehit y siempre funcionó como un canal independiente. Más adelante, cambió su denominación a Telehit Plus. El 28 de septiembre de 2020, la señal cambia de nombre a Telehit Música Plus y se vuelve señal simulcast de Telehit Música.

## Premios Telehit
Los Premios Telehit fueron entregados por primera vez el 5 de noviembre de 2008. Surgieron en conmemoración a sus 15 años en la televisión mexicana. Dichos premios dan reconocimiento a los artistas más destacados de la música.

## New Generation
El New Generation fue un concurso donde cada 6 años buscan a la nueva conductora de este canal. Este proyecto fue debutado en 2009. La ganadora en esa ocasión fue Natalia Téllez. Cuando el canal fue renovado con una gráfica en 2015 la última edición fue ganada por Paola Galina.

## Logotipos

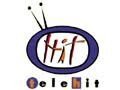
1993-1999
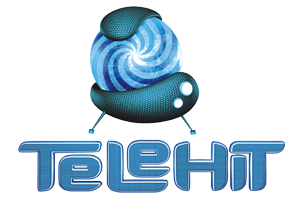
2014-2017
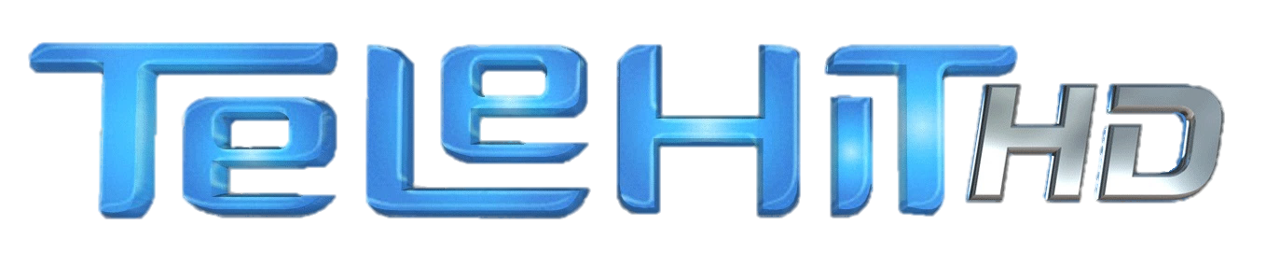
2014-2017 (señal HD)
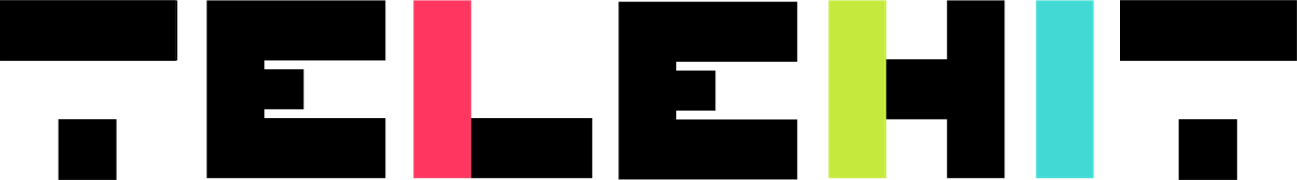
2017-2018
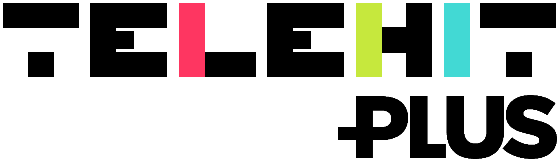
2017-2018 (señal HD)
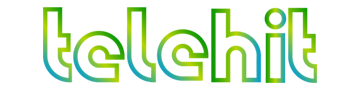
2018-2020
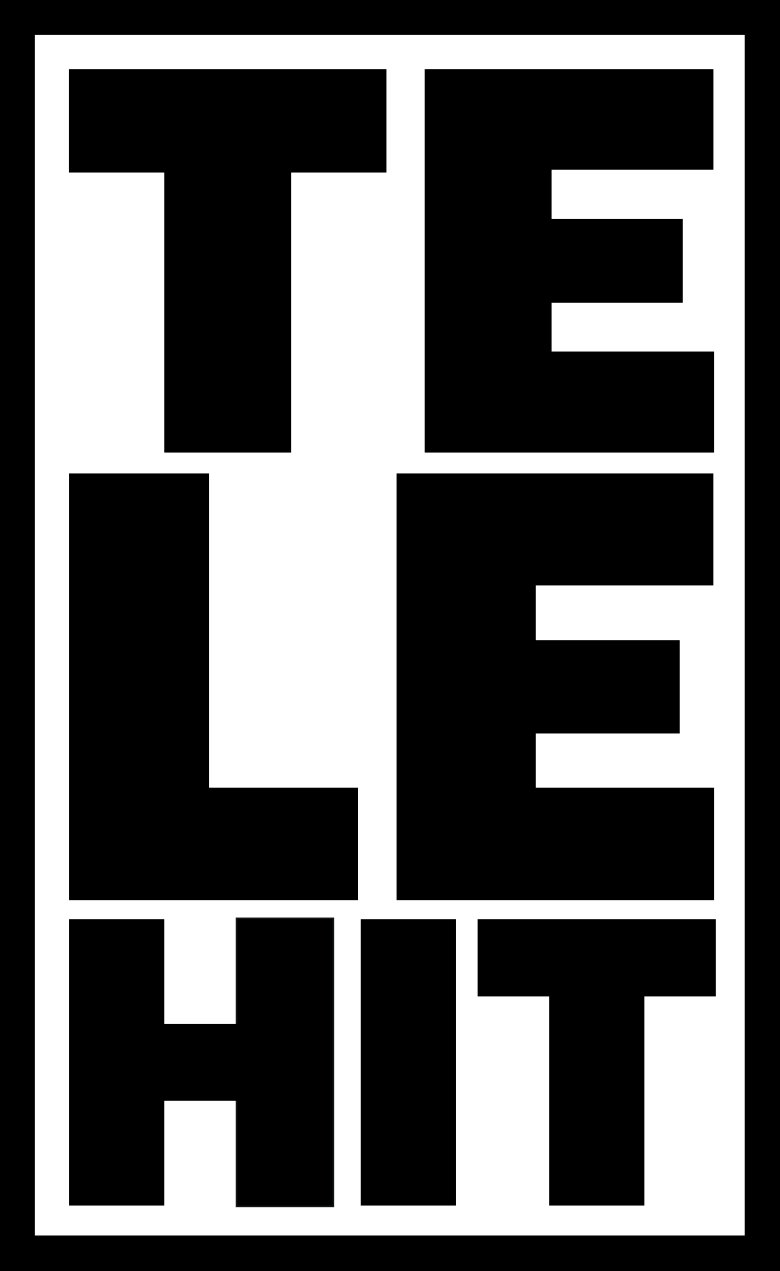
Desde 2020
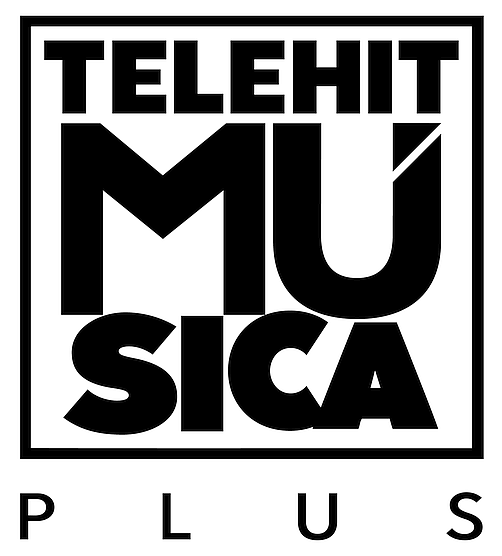
Desde 2020 (señal HD)